# Rhaphium congonsis
Rhaphium congonsis är en tvåvingeart som beskrevs av Negrobov, Grichanov och Bakary 1982. Rhaphium congonsis ingår i släktet Rhaphium och familjen styltflugor.
Artens utbredningsområde är Kongo. Inga underarter finns listade i Catalogue of Life.